# Maria Theresia von Paradis
Maria Theresia von Paradis (även stavat von Paradies), född 15 maj 1759, död 1 februari 1824, var en österrikisk musiker och tonsättare. Hon var blind från tidig ålder. Mozart tros ha skrivit Pianokonsert nr 18 för henne.  
Maria Theresia Paradis var dotter till Joseph Anton Paradis, handelssekreterare och hovkonsul åt kejsarinnan Maria Teresia av Österrike, efter vilken hon fick sitt namn. Hon förlorade sin syn mellan 2 och 5 års ålder. Under 1776–1777 behandlades hon av den berömde doktor Anton Mesmer som lyckades häva blindheten temporärt, men hans behandling avbröts – kanske på grund av en skandal, kanske på grund av fruktan för att hon skulle förlora sin handikappspension – och efter detta blev hon återigen blind.
Hon fick en kvalificerad musikalisk utbildning som elev till:  
- Carl Friberth (musikteori och komposition)
- Leopold Kozeluch (piano)
- Vincenzo Righini (sång)
- Antonio Salieri (sång och komposition)
- Abbé Vogler (musikal teori och komposition).

Från 1775 var hon aktiv som konsertpianist i Wien. Hon skrev också kompositioner på beställning. 1783 gjorde hon en turné i Europa i sällskap av sin mor och musikern Riedinger. Under denn aturné uppträdde hon i Tyskland, Schweiz, Paris (1784) och London. Hon var tillbaka i Wien 1786. 
Efter 1789 ägnade hon sig allt mer åt komponerande. Därvid använde hon sig av ett instrumentbräde uppfunnet av hennes partner Riedinger, och vid skrivning av en handskriftsmaskin konstruerad av Wolfgang von Kempelen. 1797 satte hon upp sin opera Rinaldo und Alcina i Prag. 1808 grundade hon en skola i Wien där hon undervisade flickor i sång, piano och teori till sin död. Skolan höll konsert varje söndag.    
Hennes sånger är i operastil innehållande koloratur och rullande toner influerade av Salieri och de wienska sångspelen medan pianokompositionerna är inspirerade av Leopold Kozeluch.

## Eftermäle
Nedslagskratern von Paradis på planeten Venus är uppkallad efter Maria Theresia von Paradis.

## Lista på verk av Maria Theresia von Paradis
Sånger
- Ariadne und Bacchus, melodrama, 20 June 1791 (förlorad)
- Der Schulkandidat, 5 Dec. 1792, pt of Act 2 and all of Act 3 (förlorad)
- Rinaldo und Alcina, Zauberoper, 30 June, 1797 (förlorad)
- Große militärische Oper 1805 (förlorad)
- Zwei ländliche Opern (förlorad)

Cantatas
- Trauerkantate auf den Tod Leopolds II, 1792 (förlorad)
- Deutsches Monument Ludwigs des Unglücklichen, 1793
- Kantate auf die Wiedergenesung meines Vaters (förlorad)

Instrumentalmusik
- Pianoforte Concerto in G (förlorad)
- Pianoforte Concerto in C (förlorad)
- 12 Piano Sonatas, 1792 (förlorad)
- Pianoforte Trio, 1800 (förlorad)
- Fantasie in G, pf, 1807
- Fantasie in C, pf, 1811
- Keyboard Variationer (förlorad)
- An meine entfernten Lieben, pf (förlorad)